# Christian Louis de Massy
Christian Louis, Barón de Massy (Mónaco; 17 de enero de 1949) es un miembro de la familia principesca monegasca. Es hijo de la princesa Antonieta de Mónaco, baronesa de Massy y de su esposo, Alexandre Athenase Noghès. Puede representar al Príncipe Soberano de Mónaco en eventos oficiales.
Christian es primo hermano del príncipe reinante, Alberto II de Mónaco y sobrino carnal del príncipe Raniero III de Mónaco. Aunque él nació fuera del matrimonio, sus padres se casaron en 1951, legitimándole de este modo y ubicándole en la línea de sucesión al trono. Fue el segundo de tres hermanos. Sus dos hermanas son Elizabeth Ann (1947-2020) y Christine Alix (1951-1989). Los tres hermanos fueron damas y paje de honor en el enlace religioso de su tío Raniero con Grace Kelly.

## Situación en el Principado
En el momento en que por medio del matrimonio de sus padres Christian en 1951 fue legitimado, Raniero III era príncipe de Mónaco, pero permanecía soltero y sin hijos. De este modo, Christian fue considerado el segundo en la línea de sucesión después de su madre, sin embargo era necesario un ajuste de la constitución. Mientras Raniero permaneciese sin hijos, podría hablarse de la posibilidad de sucesión de Christian actuando su madre como Regente. En todo caso, desde que Raniero se casó con Grace Kelly y tuvo hijos, las posibilidades de Christian al trono del principado se volvieron muy remotas.

### Ajuste a la constitución
En 2002 la constitución fue reformada para permitir que los hermanos de los príncipes reinantes y sus descendientes fuesen aspirantes a suceder en el trono, de este modo Christian fue incluido oficialmente en el puesto número 11 en la línea de sucesión. Cuando Alberto sucedió a su padre a su muerte, la princesa Antonieta ya no era hermana del príncipe reinante, por lo tanto ella y sus hijos perdieron la conderación oficial que tenían en la línea de sucesión, pero ellos y sus descendientes mantienen la eligibilidad por selección a cargo del Consejo de la Corona, en caso de desaparición de la actual línea.
ha estado alejado prácticamente de la Corte monegasca, aun al no estar en la línea de sucesión podría actuar en algunas ocasiones como representante del soberano de Mónaco al ser su primo consanguíneo.

## Educación
Desde septiembre de 1963 hasta julio de 1967 Christian Louis fue estudiante en Downside School, Somerset, Reino Unido.
Habla francés, inglés y español.

## Carrera diplomática
Actualmente es agregado económico en la embajada de Mónaco en Washington (Estados Unidos) y desde una oficina en Miami (Estados Unidos), donde reside la mitad del año, se encarga de las relaciones diplomáticas y comerciales entre su pequeño país y América Latina.

## Matrimonios y descendencia
Christian Louis se ha casado y divorciado cuatro veces.
Primer matrimonio: con María Marta Quintana y del Carril en Buenos Aires, el 14 de noviembre de 1970. Este matrimonio finalizó en divorcio en 1978. Tuvieron una hija:
- Leticia de Massy (Noghès) (nacida en Buenos Aires, 16 de mayo de 1971), casada con el Jonkheer Thomas de Brouwer (nacido en Amberes, 22 de marzo de 1973, hijo del Jonkheer Jean-Marie de Brouwer y de Veronika Dengg[7]), tiene dos hijos:
  - Jonkvrouw Rose de Brouwer (nacida en 2008).
  - Jonkheer Sylvestre de Brouwer (nacido en 2008).

María Marta Quintana y del Carril (nacida en Londres, 17 de junio de 1951) era hija de Enrique Quintana y Achával y su esposa Marta del Carril y Aldao, duquesa consorte de Tamames por su matrimonio con José de Mesía del Barco y Lesseps, conocida como Tita Tamames.
Segundo matrimonio: con Anne Michelle Lütken (nacida en Oslo, el 28 de noviembre de 1959 - † en Londres, el 25 de noviembre de 2001), se casaron en Ramatuelle el 11 de septiembre de 1982. El matrimonio finalizó en divorcio en 1987. Sin descendencia.
Anne Michelle Lütken fue la primera hija de Carl Fredrik Lütken y de su primera esposa Bjørg Christiansen. 
Tercer matrimonio: con Julia Lakschin (nacida el 6 de noviembre de 1968), y casados en Génova en abril de 1992. El matrimonio finalizó en divorcio en 1995. Sin descendencia.
Julia Lakschin es hija de Roman Lakschin, embajador de la República Dominicana en la ONU y en la OMC, y de su esposa Ludmila.
Cuarto matrimonio: con Cécile Irène Gelabale (n. Guadalupe en 1968), casados el 13 de abril de 1996, separados en 2008 y divorciados en 2015. La pareja tuvo dos hijos:
Cécile Gelabale es hija de Denis Gelabale y de su esposa, Lucie Darius Denon.
- (Adoptado) Brice Souleyman Gelabale-de Massy (nacido el 2 de noviembre de 1987).[11]
- Antoine Alexandre Denis, Barón de Massy (Noghès) (nacido el 15 de enero de 1997).[12][10]

## Barón de Massy
A título personal e intransferible, fue autorizado a portar el título de Barón de Massy el 22 de enero de 2020. Su primo Alberto II se lo confirió por orden soberana N° 7891.

## Títulos y estilos
- 22 de enero de 2020 - presente: Su Excelencia, el Barón Christian Louis de Massy.

## Ancestros
|  |                                                       |  |  |  |  |  |  |  |  |  |  |  |  |  |  |  |
|  | 8. Alexandre Noghès                                   |  |  |  |  |  |  |  |  |  |  |  |  |  |  |  |
|  |                                                       |  |  |  |  |  |  |  |  |  |  |  |  |  |  |  |
|  |                                                       |  |  |  |  |  |  |  |  |  |  |  |  |  |  |  |
|  | 17. Joséphine Blanchi                                 |  |  |  |  |  |  |  |  |  |  |  |  |  |  |  |
|  |                                                       |  |  |  |  |  |  |  |  |  |  |  |  |  |  |  |
|  |                                                       |  |  |  |  |  |  |  |  |  |  |  |  |  |  |  |
|  | 4. Antony Noghès                                      |  |  |  |  |  |  |  |  |  |  |  |  |  |  |  |
|  |                                                       |  |  |  |  |  |  |  |  |  |  |  |  |  |  |  |
|  |                                                       |  |  |  |  |  |  |  |  |  |  |  |  |  |  |  |
|  | 2. Alexandre-Athenase Noghès                          |  |  |  |  |  |  |  |  |  |  |  |  |  |  |  |
|  |                                                       |  |  |  |  |  |  |  |  |  |  |  |  |  |  |  |
|  |                                                       |  |  |  |  |  |  |  |  |  |  |  |  |  |  |  |
|  | 5. Marie Markellos-Petsalis                           |  |  |  |  |  |  |  |  |  |  |  |  |  |  |  |
|  |                                                       |  |  |  |  |  |  |  |  |  |  |  |  |  |  |  |
|  |                                                       |  |  |  |  |  |  |  |  |  |  |  |  |  |  |  |
|  | 1. Cristián Luis, Barón de Massy                      |  |  |  |  |  |  |  |  |  |  |  |  |  |  |  |
|  |                                                       |  |  |  |  |  |  |  |  |  |  |  |  |  |  |  |
|  |                                                       |  |  |  |  |  |  |  |  |  |  |  |  |  |  |  |
|  | 24. Conde Carlos María de Polignac                    |  |  |  |  |  |  |  |  |  |  |  |  |  |  |  |
|  |                                                       |  |  |  |  |  |  |  |  |  |  |  |  |  |  |  |
|  |                                                       |  |  |  |  |  |  |  |  |  |  |  |  |  |  |  |
|  | 12. Conde Majencio Melchor de Polignac                |  |  |  |  |  |  |  |  |  |  |  |  |  |  |  |
|  |                                                       |  |  |  |  |  |  |  |  |  |  |  |  |  |  |  |
|  |                                                       |  |  |  |  |  |  |  |  |  |  |  |  |  |  |  |
|  | 25. Caroline Joséphine Le Normand de Morando          |  |  |  |  |  |  |  |  |  |  |  |  |  |  |  |
|  |                                                       |  |  |  |  |  |  |  |  |  |  |  |  |  |  |  |
|  |                                                       |  |  |  |  |  |  |  |  |  |  |  |  |  |  |  |
|  | 6. Conde Pedro María de Polignac                      |  |  |  |  |  |  |  |  |  |  |  |  |  |  |  |
|  |                                                       |  |  |  |  |  |  |  |  |  |  |  |  |  |  |  |
|  |                                                       |  |  |  |  |  |  |  |  |  |  |  |  |  |  |  |
|  | 26. Isidoro Fernando de la Torre y Carsí              |  |  |  |  |  |  |  |  |  |  |  |  |  |  |  |
|  |                                                       |  |  |  |  |  |  |  |  |  |  |  |  |  |  |  |
|  |                                                       |  |  |  |  |  |  |  |  |  |  |  |  |  |  |  |
|  | 13. Susana Mariana de la Torre y Mier                 |  |  |  |  |  |  |  |  |  |  |  |  |  |  |  |
|  |                                                       |  |  |  |  |  |  |  |  |  |  |  |  |  |  |  |
|  |                                                       |  |  |  |  |  |  |  |  |  |  |  |  |  |  |  |
|  | 27. María Luisa de Mier y Celis                       |  |  |  |  |  |  |  |  |  |  |  |  |  |  |  |
|  |                                                       |  |  |  |  |  |  |  |  |  |  |  |  |  |  |  |
|  |                                                       |  |  |  |  |  |  |  |  |  |  |  |  |  |  |  |
|  | 3. Princesa Antonieta de Mónaco, Baronesa de Massy    |  |  |  |  |  |  |  |  |  |  |  |  |  |  |  |
|  |                                                       |  |  |  |  |  |  |  |  |  |  |  |  |  |  |  |
|  |                                                       |  |  |  |  |  |  |  |  |  |  |  |  |  |  |  |
|  | 28. Alberto I de Mónaco                               |  |  |  |  |  |  |  |  |  |  |  |  |  |  |  |
|  |                                                       |  |  |  |  |  |  |  |  |  |  |  |  |  |  |  |
|  |                                                       |  |  |  |  |  |  |  |  |  |  |  |  |  |  |  |
|  | 14. Luis II de Mónaco                                 |  |  |  |  |  |  |  |  |  |  |  |  |  |  |  |
|  |                                                       |  |  |  |  |  |  |  |  |  |  |  |  |  |  |  |
|  |                                                       |  |  |  |  |  |  |  |  |  |  |  |  |  |  |  |
|  | 29. María Victoria Douglas-Hamilton                   |  |  |  |  |  |  |  |  |  |  |  |  |  |  |  |
|  |                                                       |  |  |  |  |  |  |  |  |  |  |  |  |  |  |  |
|  |                                                       |  |  |  |  |  |  |  |  |  |  |  |  |  |  |  |
|  | 7. Princesa Carlota de Mónaco, Duquesa de Valentinois |  |  |  |  |  |  |  |  |  |  |  |  |  |  |  |
|  |                                                       |  |  |  |  |  |  |  |  |  |  |  |  |  |  |  |
|  |                                                       |  |  |  |  |  |  |  |  |  |  |  |  |  |  |  |
|  | 30. Jacques Henri Louvet                              |  |  |  |  |  |  |  |  |  |  |  |  |  |  |  |
|  |                                                       |  |  |  |  |  |  |  |  |  |  |  |  |  |  |  |
|  |                                                       |  |  |  |  |  |  |  |  |  |  |  |  |  |  |  |
|  | 15. Marie Juliette Louvet                             |  |  |  |  |  |  |  |  |  |  |  |  |  |  |  |
|  |                                                       |  |  |  |  |  |  |  |  |  |  |  |  |  |  |  |
|  |                                                       |  |  |  |  |  |  |  |  |  |  |  |  |  |  |  |
|  | 31. Josephine Elmire Piedefer                         |  |  |  |  |  |  |  |  |  |  |  |  |  |  |  |
|  |                                                       |  |  |  |  |  |  |  |  |  |  |  |  |  |  |  |
|  |                                                       |  |  |  |  |  |  |  |  |  |  |  |  |  |  |  |